# Ayuntamiento de Fuengirola
El Ayuntamiento de Fuengirola es el órgano encargado del gobierno y administración del municipio de Fuengirola, situado en la provincia de Málaga, Andalucía, España. Está presidido por el alcalde. En 2023 ocupa dicho cargo Ana María Mula Redruello, del PP.

## Alcaldes
| Periodo   | Nombre                                                                       | Partido                                                       |
| --------- | ---------------------------------------------------------------------------- | ------------------------------------------------------------- |
| 1979-1983 | Luis Pagán Saura                                                             | Partido Socialista Obrero Español (PSOE)                      |
| 1983-1987 | Sancho Adam Valverde                                                         | Partido Socialista Obrero Español (PSOE)                      |
| 1987-1991 | Sancho Adam Valverde                                                         | Partido Socialista Obrero Español (PSOE)                      |
| 1991-1995 | María Esperanza Oña Sevilla (1991-1993) Luis Pagán Saura (1993-1995)         | Partido Popular (PP) Partido Socialista Obrero Español (PSOE) |
| 1995-1999 | María Esperanza Oña Sevilla                                                  | Partido Socialista Obrero Español (PSOE)                      |
| 1999-2003 | María Esperanza Oña Sevilla                                                  | Partido Socialista Obrero Español (PSOE)                      |
| 2003-2007 | María Esperanza Oña Sevilla                                                  | Partido Popular (PP)                                          |
| 2007-2011 | María Esperanza Oña Sevilla                                                  | Partido Popular (PP)                                          |
| 2011-2015 | María Esperanza Oña Sevilla (2011-2014) Ana María Mula Redruello (2014-2015) | Partido Popular (PP)                                          |
| 2015-2019 | Ana María Mula Redruello                                                     | Partido Popular (PP)                                          |
| 2019-2023 | Ana María Mula Redruello                                                     | Partido Popular (PP)                                          |
| 2023-act. | Ana María Mula Redruello                                                     | Partido Popular (PP)                                          |

## Pleno
| Partido político | Partido político                                                                               | 1979   | 1983   | 1987   | 1991   | 1995   | 1999   | 2003   | 2007   | 2011   | 2015   | 2019   | 2023   |
| Partido político | Partido político                                                                               | Ediles | Ediles | Ediles | Ediles | Ediles | Ediles | Ediles | Ediles | Ediles | Ediles | Ediles | Ediles |
|                  | Partido Popular (PP)-Alianza Popular (AP)                                                      | 0      | 5      | 5      | 7      | 14     | 11     | 16     | 16     | 18     | 14     | 15     | 15     |
|                  | Partido Socialista Obrero Español (PSOE)                                                       | 10     | 15     | 10     | 9      | 4      | 7      | 8      | 8      | 5      | 5      | 6      | 5      |
|                  | Vox                                                                                            | —      | —      | —      | —      | —      | —      | —      | —      | —      | —      | 1      | 3      |
|                  | Con Andalucía-Podemos                                                                          | —      | —      | —      | —      | —      | —      | —      | —      | —      | —      | 0      | 1      |
|                  | Ciudadanos (CS)                                                                                | —      | —      | —      | —      | —      | —      | —      | —      | —      | 2      | 2      | 0      |
|                  | Izquierda Unida (IU)-Partido Comunista de España (PCE)                                         | 2      | 1      | 1      | 0      | 2      | 0      | 0      | 0      | 2      | 2      | 1      | CA     |
|                  | Costa del Sol Sí Puede Tic Tac (CSSPTT)-Más Andalucía                                          | —      | —      | —      | —      | —      | —      | —      | —      | —      | 2      | 0      | —      |
|                  | Partido Andalucista (PA)-Partido Socialista de Andalucía (PSA)-Espacio Plural Andaluz (EP-And) | —      | 0      | 0      | 0      | 0      | 0      | 1      | 1      | 0      | 0      | —      | —      |
|                  | Grupo Independiente Liberal (GIL)                                                              | —      | —      | —      | —      | —      | 3      | —      | —      | —      | —      | —      | —      |
|                  | Plataforma de los Independientes de España (PIE)                                               | —      | —      | —      | —      | 1      | —      | —      | —      | —      | —      | —      | —      |
|                  | Solución Independiente (SI)                                                                    | —      | —      | 4      | 5      | —      | —      | —      | —      | —      | —      | —      | —      |
|                  | Centro Democrático y Social (CDS)-Unión de Centro Democrático (UCD)                            | 9      | 0      | 1      | 0      | —      | —      | —      | —      | —      | —      | —      | —      |

## Resultados electorales históricos
| Partido político                                                                               | 1979  | 1979   | 1983  | 1983   | 1987  | 1987   | 1991  | 1991   | 1995  | 1995   | 1999  | 1999   | 2003  | 2003   | 2007  | 2007   | 2011  | 2011   | 2015  | 2015   | 2019  | 2019   | 2023          | 2023          |
| Partido político                                                                               | %     | Ediles | %     | Ediles | %     | Ediles | %     | Ediles | %     | Ediles | %     | Ediles | %     | Ediles | %     | Ediles | %     | Ediles | %     | Ediles | %     | Ediles | %             | Ediles        |
| Partido Popular (PP)-Alianza Popular (AP)                                                      | 1,95  | 0      | 24,07 | 5      | 20,78 | 5      | 26,81 | 7      | 55,09 | 14     | 43,90 | 11     | 54,88 | 16     | 57,98 | 16     | 64,48 | 18     | 49,66 | 14     | 51,04 | 15     | 56,23         | 15            |
| Partido Socialista Obrero Español (PSOE)                                                       | 42,98 | 10     | 64,21 | 15     | 44,97 | 10     | 35,27 | 9      | 19,48 | 4      | 28,65 | 7      | 30,29 | 8      | 28,16 | 8      | 20,26 | 5      | 20,10 | 5      | 22,39 | 6      | 20,66         | 5             |
| Vox                                                                                            | —     | —      | —     | —      | —     | —      | —     | —      | —     | —      | —     | —      | —     | —      | —     | —      | —     | —      | —     | —      | 5,75  | 1      | 11,20         | 3             |
| Con Andalucía-Podemos                                                                          | —     | —      | —     | —      | —     | —      | —     | —      | —     | —      | —     | —      | —     | —      | —     | —      | —     | —      | —     | —      | 3,91  | 0      | 7,70          | 1             |
| Ciudadanos (CS)                                                                                | —     | —      | —     | —      | —     | —      | —     | —      | —     | —      | —     | —      | —     | —      | —     | —      | —     | —      | 9,96  | 2      | 9,95  | 2      | 4,13          | 0             |
| Izquierda Unida Los Verdes-Convocatoria por Andalucía (IULV-CA)                                | —     | —      | —     | —      | 7,19  | 1      | 4,49  | 0      | 9,08  | 2      | 4,23  | 0      | 3,55  | 0      | 4,40  | 0      | 8,54  | 2      | 7,20  | 2      | 5,48  | 1      | Con Andalucía | Con Andalucía |
| Costa del Sol Sí Puede Tic Tac (CSSPTT)-Más Andalucía                                          | —     | —      | —     | —      | —     | —      | —     | —      | —     | —      | —     | —      | —     | —      | —     | —      | —     | —      | 8,66  | 2      | 0,92  | 0      | —             | —             |
| Partido Andalucista (PA)-Partido Socialista de Andalucía (PSA)-Espacio Plural Andaluz (EP-And) | —     | —      | 3,16  | 0      | 1,83  | 0      | 3,05  | 0      | 2,48  | 0      | 3,87  | 0      | 5,65  | 1      | 6,62  | 1      | 3,42  | 0      | 2,02  | 0      | —     | —      | —             | —             |
| Democracia Participativa                                                                       | —     | —      | —     | —      | —     | —      | —     | —      | —     | —      | —     | —      | —     | —      | —     | —      | —     | —      | 1,33  | 0      | —     | —      | —             | —             |
| Unión Progreso y Democracia (UPyD)                                                             | —     | —      | —     | —      | —     | —      | —     | —      | —     | —      | —     | —      | —     | —      | —     | —      | —     | —      | 1,37  | 0      | —     | —      | —             | —             |
| Los Verdes de Andalucía                                                                        | —     | —      | —     | —      | —     | —      | 3,75  | 0      | —     | —      | —     | —      | 2,03  | 0      | 1,88  | 0      | —     | —      | —     | —      | —     | —      | —             | —             |
| Acción Plataforma de Fuengirola (APF)                                                          | —     | —      | —     | —      | —     | —      | —     | —      | —     | —      | —     | —      | 1,96  | 0      | —     | —      | —     | —      | —     | —      | —     | —      | —             | —             |
| Alternativa Reformadora Andaluza (ARA)                                                         | —     | —      | —     | —      | —     | —      | —     | —      | —     | —      | 0,50  | 0      | 0,36  | 0      | —     | —      | —     | —      | —     | —      | —     | —      | —             |               |
| Grupo Independiente Liberal (GIL)                                                              | —     | —      | —     | —      | —     | —      | —     | —      | —     | —      | 13,73 | 3      | —     | —      | —     | —      | —     | —      | —     | —      | —     | —      | —             | —             |
| Grupo Independiente de Fuengirola (GIF)                                                        | —     | —      | —     | —      | —     | —      | —     | —      | —     | —      | 2,13  | 0      | —     | —      | —     | —      | —     | —      | —     | —      | —     | —      | —             | —             |
| Los Verdes Fuengirola (LV)                                                                     | —     | —      | —     | —      | —     | —      | —     | —      | —     | —      | 1,64  | 0      | —     | —      | —     | —      | —     | —      | —     | —      | —     | —      | —             | —             |
| Partido Humanista (PH)                                                                         | —     | —      | —     | —      | —     | —      | —     | —      | —     | —      | 0,09  | 0      | —     | —      | —     | —      | —     | —      | —     | —      | —     | —      | —             | —             |
| Plataforma de los Independientes de España (PIE)                                               | —     | —      | —     | —      | —     | —      | —     | —      | 6,54  | 1      | —     | —      | —     | —      | —     | —      | —     | —      | —     | —      | —     | —      | —             | —             |
| Agrupación Local por Fuengirola (ALPF)                                                         | —     | —      | —     | —      | —     | —      | —     | —      | 4,88  | 0      | —     | —      | —     | —      | —     | —      | —     | —      | —     | —      | —     | —      | —             | —             |
| Partido Andaluz del Progreso (PAP)                                                             | —     | —      | —     | —      | —     | —      | —     | —      | 0,89  | 0      | —     | —      | —     | —      | —     | —      | —     | —      | —     | —      | —     | —      | —             | —             |
| Falange Española de las JONS (FE-JONS)                                                         | —     | —      | —     | —      | —     | —      | —     | —      | 0,26  | 0      | —     | —      | —     | —      | —     | —      | —     | —      | —     | —      | —     | —      | —             | —             |
| Solución Independiente (SI)                                                                    | —     | —      | —     | —      | 17,04 | 4      | 22,74 | 5      | —     | —      | —     | —      | —     | —      | —     | —      | —     | —      | —     | —      | —     | —      | —             | —             |
| Centro Democrático y Social (CDS)-Unión de Centro Democrático (UCD)                            | 37,96 | 9      | 3,52  | 0      | 7,21  | 1      | 1,77  | 0      | —     | —      | —     | —      | —     | —      | —     | —      | —     | —      | —     | —      | —     | —      | —             | —             |
| Partido Comunista de España (PCE)                                                              | 10,59 | 2      | 5,03  | 1      | —     | —      | —     | —      | —     | —      | —     | —      | —     | —      | —     | —      | —     | —      | —     | —      | —     | —      | —             | —             |
| Democracia Cristiana Andaluza (DCA)                                                            | 3,33  | 0      | —     | —      | —     | —      | —     | —      | —     | —      | —     | —      | —     | —      | —     | —      | —     | —      | —     | —      | —     | —      | —             | —             |
| Grupo Ciudadano Independiente (GCI)                                                            | 3,19  | 0      | —     | —      | —     | —      | —     | —      | —     | —      | —     | —      | —     | —      | —     | —      | —     | —      | —     | —      | —     | —      | —             | —             |

## Evolución de la deuda viva municipal
El concepto de deuda viva se refiere exclusivamente a las obligaciones financieras con entidades bancarias y cajas, como créditos, valores de renta fija, y préstamos o créditos transferidos a terceros, excluyendo así cualquier deuda comercial.
| Gráfica de evolución de la deuda viva del Ayuntamiento entre 2008 y 2023                             |
| |
| Deuda viva del Ayuntamiento de Fuengirola, en miles de euros, según datos del Ministerio de Hacienda |